# 이해민 (1973년)
이해민(李海珉, 1973년 7월 2일~)은 IT 전문가, 정치인이다. 제22대 국회의원이다. 구글 출신 IT 전문가로 2024년 3월 4일 조국혁신당에 영입 인재 2호로 영입되었다. 이후 순번 지정을 위한 국민투표에서 조국혁신당 비례 후보자 3번에 배정되었으며, 대한민국 제22대 국회의원 선거에서 당선되었다.

## 학력
- 서강대학교 공과대학 전자계산학 학사
- 서강대학교 대학원 컴퓨터공학 석사
- UC 어바인 대학원 박사(중퇴)

## 경력
- 한국교육학술정보원 연구원
- 구글코리아 Product Manager
- 구글 Senior Product Manager
- 오픈서베이 CPO
- 2024년 4월 10일: 대한민국 제22대 국회의원 선거 당선(비례대표, 조국혁신당, 초선)
- 조국혁신당 홍보위원회 위원장
- 조국혁신당 여성위원회 위원장
- 조국혁신당 과학기술혁신특별위원회 위원장
- 조국혁신당 AI특별위원회 위원장
- 조국혁신당 정책위원회 수석부의장
- 조국혁신당 최고위원
- 조국혁신당 경기도당 성남시 지역위원회 위원장

## 의정 활동
- 2024.05~: 제22대 국회의원(비례대표, 조국혁신당, 초선)
- 2024.06~: 제22대 국회 전반기 과학기술정보방송통신위원회 위원

## 역대 선거 결과
| 실시년도 | 선거   | 대수 | 직책     | 선거구   | 정당       | 득표수      | 득표율          | 순위         | 당락 | 비고 |
| -------- | ------ | ---- | -------- | -------- | ---------- | ----------- | --------------- | ------------ | ---- | ---- |
| 2024년   | 총선   | 22대 | 국회의원 | 비례대표 | 조국혁신당 | 6,874,278표 | \| \| 24.25% \| | 비례대표 3번 |      | 초선 |
|          | 24.25% |      |          |          |            |             |                 |              |      |      |

## 소속 정당
| 소속 정당 | 소속 정당  | 소속 기간 | 비고           |
| --------- | ---------- | --------- | -------------- |
|           | 조국혁신당 | 2024~현재 | 창당 정계 입문 |

## 같이 보기
- 구글
- 조국혁신당
- 대한민국 제22대 국회의원 선거 조국혁신당 후보 목록#비례대표